# 许乐仁
许乐仁（1944年5月—），男，汉族，山东日照人，中华人民共和国兽医学家、政治人物，贵州大学原副校长、教授，贵州省政协原副主席，第八届全国人大代表。